# Duk-Duk

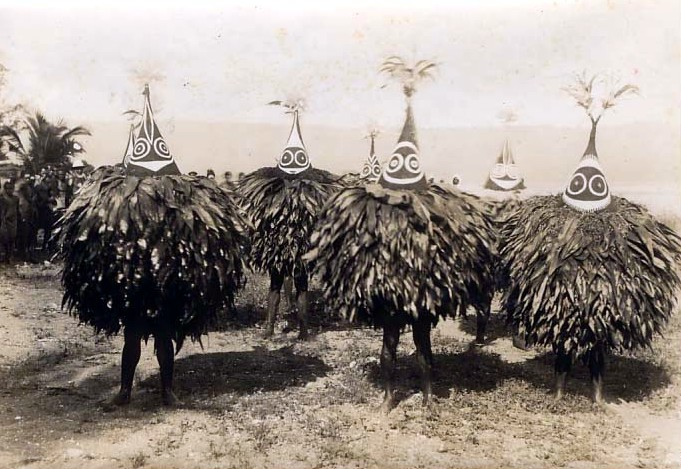
Danzatori Duk-Duk nella penisola Gazelle (Nuova Britannia), nel 1913

I Duk-Duk erano una società segreta melanesiana diffusa fra i nativi Tolai nell'arcipelago di Bismarck, principalmente in Nuova Britannia.

## Descrizione

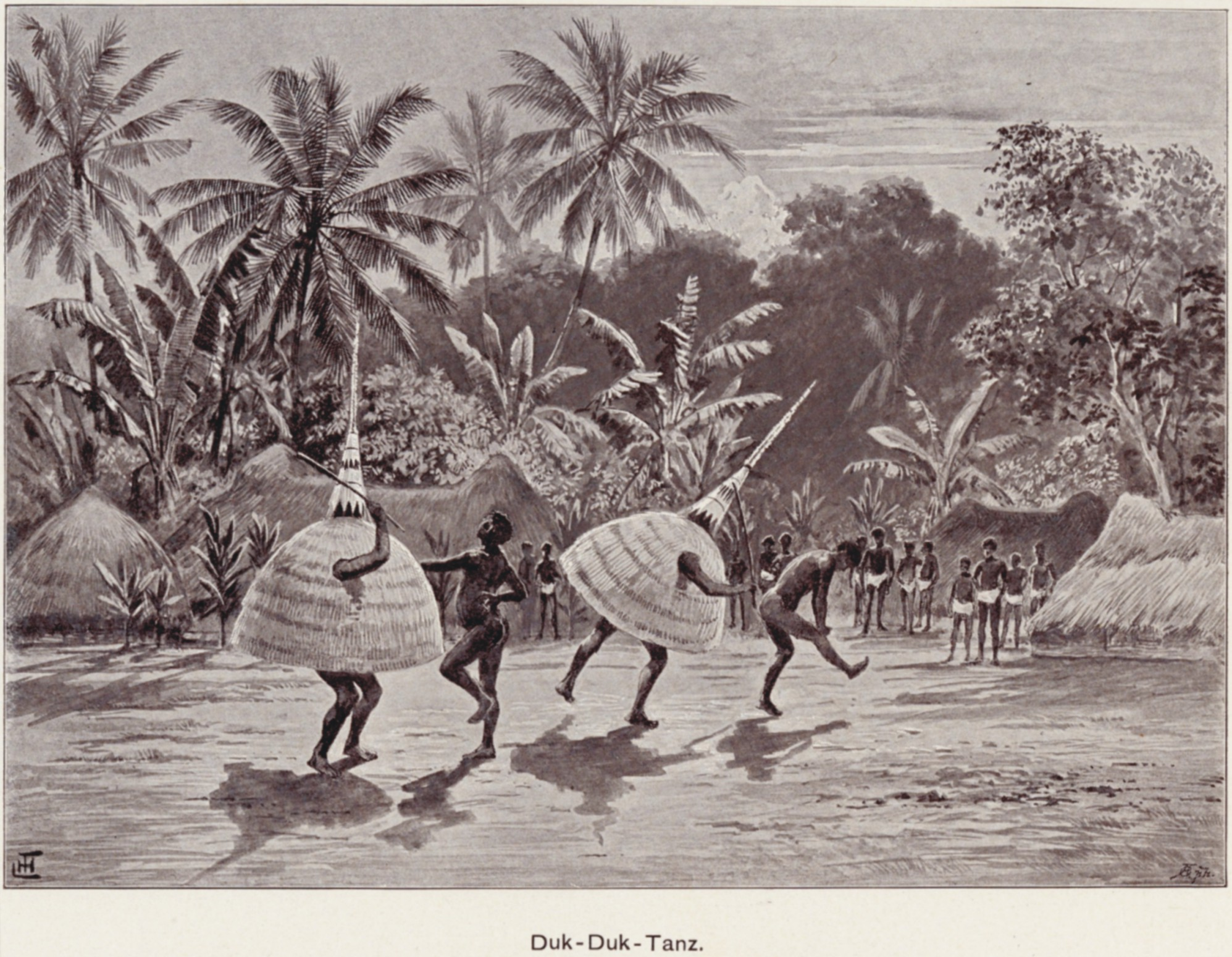
Danzatori Duk-Duk in una cartolina del 1899, illustrata da Joachim von Pfeil

I Duk-Duk avevano scopi religiosi, politici e sociali e fungevano da estensione dei poteri legali e giudiziari costituiti, applicando un rozzo sistema di leggi che abbracciava tutte le questioni tribali, dalle cerimonie, alle tasse, ai tabù. Le punizioni inferte dai Duk-Duk per il mancato rispetto delle loro leggi andavano dalle sanzioni pecuniarie fino alla pena di morte; le donne (che in Nuova Britannia potevano avere proprietà private e lavoravano più degli uomini) erano spesso tra le vittime dei Duk-Duk, subendo ricatti e molestie. 
I membri dei Duk-Duk indossavano costumi caratteristici, consistenti in un'alta maschera conica di legno e in un manto di foglie globoso lungo fino alla cintola. Esistevano due tipi di costumi: uno raffigurante Tubuan o Tumbuan, una divinità femminile immortale (comunque sempre interpretata da un uomo), l'altro Duk-Duk, l'aggressivo spirito maschile, figlio di Tubuan; la maschera di Tubuan riporta occhi circolari e una bocca a mezzaluna, mentre quella di Duk-Duk presenta elaborate sovrastrutture intorno alla forma conica. Le riunioni in costume avvenivano solamente durante le notti di luna piena, e a donne e bambini era proibito guardare queste figure.
La società accoglieva solo uomini tra i propri membri; per entrare nella società era necessario pagare (in dewarra, piccole conchiglie di cipree infilate in una corda) ed eseguire una complessa iniziazione. La società aveva una lingua dei segni segreta e rituali proibiti agli estranei (pena la morte).
Verso l'inizio del XX secolo, la società godeva di una pessima reputazione e stava sparendo rapidamente.